# Hammerschmiede (Ehingen)
Hammerschmiede ist ein Gemeindeteil der Gemeinde Ehingen im Landkreis Ansbach (Mittelfranken, Bayern). Hammerschmiede liegt in der Gemarkung Dambach.

## Geografie
Die Einöde liegt am Moosgraben, der nordwestlich des Ortes den Kreutweiher und östlich des Ortes den Hammer- und Moosweiher speist und ein linker Zufluss des Lentersheimer Mühlbachs ist, und am Hammerschmiedsgraben, der im Ort als rechter Zufluss in den Moosgraben mündet. Unmittelbar nördlich verläuft ein Abschnitt des Limes. Im Osten liegt das Waldgebiet Hammerschmiedschlag.
Eine Gemeindeverbindungsstraße führt zur Staatsstraße 2221 (1,4 km nördlich) bzw. zu einer Gemeindeverbindungsstraße (0,4 km westlich), die nach Brunn (1,4 km nordwestlich) bzw. nach Lentersheim verläuft (2,3 km südlich).
Hammerschmiede liegt am Limesweg des Fränkischen Albvereins, einem Teilabschnitt des Deutschen Limes-Wanderwegs.

## Geschichte
Nachdem die Germanen laut Dietwulf Baatz spätestens um 260 n. Chr. die Anlagen des Kastells Dambach überrannt hatten, war dieses Gebiet lange Zeit unbewohnt. Im Jahre 1720 entstand auf dem Gelände des ehemaligen römischen Kastells eine Getreidemühle mit Weiher und Sägegatter, die später als Hammerschmiede zur Herstellung von Werkzeugen aus Eisen wie Schaufeln und Pickel genutzt wurde. Der Betrieb wurde im Zweiten Weltkrieg eingestellt. Neben der Hammerschmiede entstand eine Ziegelei. Bis zum Ersten Weltkrieg wurden dort Dachziegel und Backsteine hergestellt sowie Kalk gebrannt.
Hammerschmiede hieß ursprünglich Kreutmühle. Sie lag im Fraischbezirk des ansbachischen Oberamtes Wassertrüdingen. Gegen Ende des 18. Jahrhunderts bestand der Ort aus einer Hammerschmiede mit Mahl- und Schleifmühle und einer Ziegelhütte. Grundherr beider Anwesen war das Kastenamt Wassertrüdingen. Von 1797 bis 1808 unterstand der Ort dem Justiz- und Kammeramt Wassertrüdingen.
Infolge des Gemeindeedikts wurde Hammerschmiede dem 1809 gebildeten Steuerdistrikt Lentersheim und der Ruralgemeinde Dambach zugewiesen. Im Zuge der Gebietsreform in Bayern wurde Hammerschmiede am 1. Mai 1978 nach Ehingen eingemeindet.

### Einwohnerentwicklung
| Jahr      | 001818 | 001840 | 001861 | 001871 | 001885 | 001900 | 001925 | 001950 | 001961 | 001970 | 001987 |
| Einwohner | 11     | 12     | 10     | 10     | 18     | 14     | 12     | 8      | 4      | 11     | 15     |
| Häuser    | 1      | 1      |        |        | 1      | 2      | 2      | 1      | 1      |        | 2      |
| Quelle    | [ 12 ] | [ 13 ] | [ 14 ] | [ 15 ] | [ 16 ] | [ 17 ] | [ 18 ] | [ 19 ] | [ 20 ] | [ 21 ] | [ 1 ]  |

## Religion
Der Ort ist evangelisch-lutherisch geprägt und bis heute nach St. Johannes der Täufer (Dambach) gepfarrt. Die Einwohner römisch-katholischer Konfession waren ursprünglich nach Beatae Mariae Virginis (Großlellenfeld) gepfarrt, heute ist die Pfarrei Heilig Geist (Wassertrüdingen) zuständig.